# Шамбери-3
Кантон Шамбери-3 (фр. Chambéry-3) — один из 19 кантонов департамента Савойя, региона Овернь — Рона — Альпы, Франция. INSEE код кантона — 7309. Он полностью находится в округе Шамбери. Кантон был создан в 2015 году.

## История

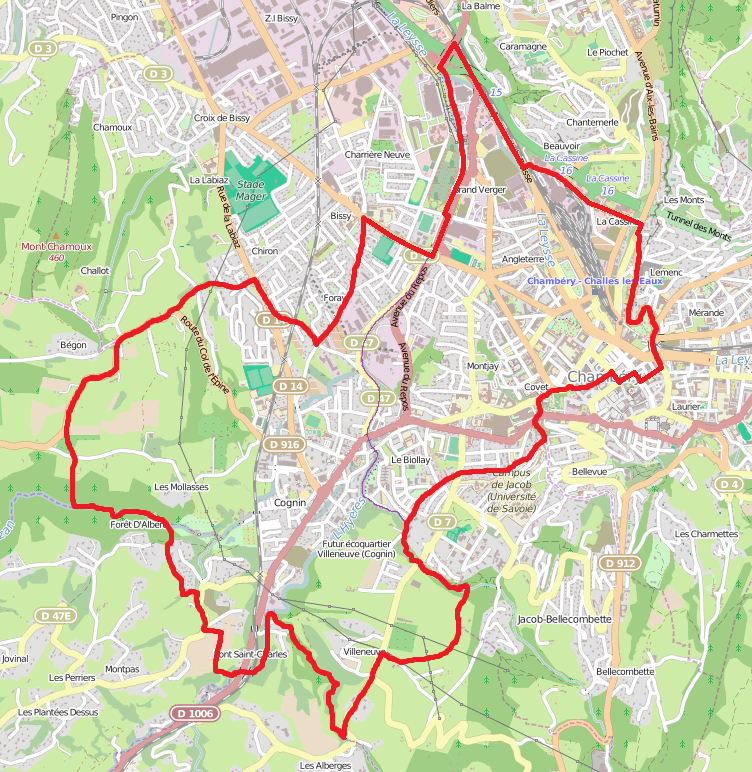
Карта кантона Шамбери-3 в 2015 году

По закону от 17 мая 2013 и декрету от 14 февраля 2014 года количество кантонов в департаменте Савойя уменьшилось с 37 до 19. Новое территориальное деление департаментов на кантоны вступило в силу во время выборов 2015 года. Таким образом, кантон Шамбери-3 был образован 22 марта 2015 года из части города Шамбери и коммуны Коньен, которая ранее входила в кантон Коньен. В результате реформы новый кантон частично включил в себя старые кантоны Шамбери-Эст, Шамбери-Сюд-Уэст и Шамбери-Сюд.

## Население
Согласно переписи 2012 года (считается население коммун, которые в 2015 году были включены в кантон) население Шамбери-3 составляло 25 050 человека. Из них 21,7 % были младше 20 лет, 21,7 % — старше 65. 31,6 % имеет высшее образование. Безработица — 12,5 %. Активное население (старше 15 лет) — 11 319 человек.

## Экономика
Распределение населения по сферам занятости в кантоне: 0,1 % — сельскохозяйственные работники, 3,9 % — ремесленники, торговцы, руководители предприятий, 18,3 % — работники интеллектуальной сферы, 28,6 % — работники социальной сферы, 29,6 % — государственные служащие и 19,5 % — рабочие.

## Коммуны кантона
C 2015 года в кантон входят 2 коммуны, административный центр находится в коммуне Шамбери.
| Коммуна            | Название по-французски | Население, чел. (2012) | Площадь | Код INSEE |
| ------------------ | ---------------------- | ---------------------- | ------- | --------- |
| Шамбери (частично) | Chambéry               | 19 130 (из 58 039)     |         | 73065     |
| Коньен             | Cognin                 | 5920                   | 4,48    | 73087     |

## Политика
Согласно закону от 17 мая 2013 года избиратели каждого кантона в ходе выборов выбирают двух членов генерального совета департамента разного пола. Они избираются на 6 лет большинством голосов по результату одного или двух туров выборов.
В первом туре кантональных выборов 22 марта 2015 года в Шамбери-3 баллотировались 5 пар кандидатов (явка составила 48,78 %). Во втором туре 29 марта, Кристель Фавета Сье и Лионель Митьё были избраны с поддержкой 52,31 % на 2015—2021 годы. Явка на выборы составила 47,02 %.
| Мандат | Мандат | Кандидаты                           |                | Партия                        | Первый тур | Первый тур     | Второй тур | Второй тур |
| Мандат | Мандат | Кандидаты                           | Кол-во голосов | Партия                        | % голосов  | Кол-во голосов | % голосов  |            |
| ------ | ------ | ----------------------------------- | -------------- | ----------------------------- | ---------- | -------------- | ---------- | ---------- |
| 2015   | 2021   | Кристель Фавета Сье и Лионель Митьё |                | Союз демократов и независимых | 2207       | 32,19          | 3322       | 52,31      |
| 2015   | 2021   | Франк Мора и Корин Сантран-Мезриш   |                | Социалистическая партия       | 1869       | 27,26          | 3028       | 47,69      |
| 2015   | 2021   | Ариэль Куртуа и Жефрой Геринони     |                | Национальный фронт            | 1399       | 20,40          | -          | -          |
| 2015   | 2021   | Беатрис Биба и Анри Дюрасьё         |                | ЕЭЗ                           | 852        | 12,43          | -          | -          |
| 2015   | 2021   | Мирёй Балсель и Ален Ферреро        |                | Левый фронт                   | 530        | 7,73           | -          | -          |